# Nemapogon hispanica
Nemapogon hispanica is een vlinder uit de familie echte motten (Tineidae). De wetenschappelijke naam is voor het eerst geldig gepubliceerd in 1992 door Petersen & Gaedike.
De soort komt voor in Europa.